# Orri Páll Dýrason
Orri Páll Dýrason (ur. 4 lipca 1977) – islandzki muzyk, perkusista zespołu Sigur Rós. Do grupy dołączył w 1999 roku, 5 lat po jej założeniu. W 2005 roku poślubił Lukke Sigurðardóttir. Jego córka z poprzedniego związku na imię ma Vaka i to właśnie jej imieniem roboczo zatytułowany jest pierwszy utwór z albumu ( ).